# Andrzej Maciejewski (szachista)
Andrzej Maciejewski (ur. 9 lipca 1951 w Bydgoszczy) – polski szachista, mistrz międzynarodowy od 1987 roku.

## Kariera szachowa
W roku 1970 w Wiśle zdobył srebrny medal mistrzostw Polski juniorów do lat 20. W finale mistrzostw Polski seniorów zadebiutował w 1973 r. w Gdyni, osiągając największy sukces w karierze w postaci srebrnego medalu i tytułu wicemistrza kraju (do roku 1993 w mistrzostwach Polski wystąpił łącznie 10 razy). W roku 1973 wystąpił również w narodowej drużynie na rozegranych w Bath drużynowych mistrzostwach Europy.
W kolejnych latach wystąpił na wielu międzynarodowych turniejach kołowych, najlepsze rezultaty uzyskując w Lublinie (1974 – dzielone II miejsce), Rostocku (1983 – I), Gdyni (1985 – dzielone III), Łodzi (1987 – dzielone III), Legnicy (1988 – III oraz 1989 – dzielone I) oraz w Tuzli (1989 – III). Wielokrotnie startował także w ogólnopolskich turniejach otwartych, w wielu z nich zajmując czołowe lokaty, m.in.: w Iwoniczu-Zdroju (1976 – dzielone II miejsce za Dawidem Bronsteinem), Janowie Podlaskim (1976 – dzielone II oraz 1977 – dzielone I), Świnoujściu (1977 – I), Rybniku (1977 – II), Warszawie (1978 – II), Wieżycy (1980 – I), Świeradowie-Zdroju (1983 – dzielone I), Nałęczowie (1986 – II) oraz w Bielsku-Białej (1990 – dzielone II).
W roku 1989 osiągnął duży sukces, zdobywając w Katowicach tytuł mistrza Polski w szachach szybkich. Od 1994 r. w turniejach klasyfikowanych przez Międzynarodową Federację Szachową występuje bardzo rzadko. Cały czas pozostaje jednak aktywnym szachistą, często biorąc udział w turniejach szachów błyskawicznych oraz szybkich.
Najwyższy ranking w karierze osiągnął 1 lipca 1973 r., z wynikiem 2470 punktów zajmował wówczas 1. miejsce wśród polskich szachistów, a na liście światowej dzielił 116-127. miejsce.